# Albert Tadros
Albert Fahmy Tadros (* 8. August 1914 in Kairo; † 4. April 1993) war ein ägyptischer Basketballspieler.

## Biografie
Albert Tadros nahm mit der ägyptischen Nationalmannschaft an den Olympischen Sommerspielen 1936, 1948, 1952 teil.
Darüber hinaus gewann er bei der Europameisterschaft 1947 die Bronzemedaille und zwei Jahre später den Europameistertitel. Neben Ägypten gehörten mit Syrien und dem Libanon zwei weitere nichteuropäische Teams dem EM-Teilnehmerfeld mangels eigener kontinentaler Meisterschaften an.